# Litchfield Park
Litchfield Park es una ciudad ubicada en el condado de Maricopa en el estado estadounidense de Arizona. En el censo de 2010 tenía una población de 5476 habitantes y una densidad poblacional de 632,64 personas por km².

## Geografía
Litchfield Park se encuentra ubicada en las coordenadas 33°30′6″N 112°21′34″O / 33.50167, -112.35944. Según la Oficina del Censo de los Estados Unidos, Litchfield Park tiene una superficie total de 8,66 km², de la cual 8,58 km² corresponden a tierra firme y 0,08 km² es agua.

## Demografía
Según el censo de 2010, había 5.476 personas residiendo en Litchfield Park. La densidad de población era de 632,64 hab./km². De los 5.476 habitantes, Litchfield Park estaba compuesto por el 82,85% blancos, el 3,47% eran afroamericanos, el 0,99% eran amerindios, el 4,07% eran asiáticos, el 0,02% eran isleños del Pacífico, el 5,79% eran de otras razas y el 2,81% pertenecían a dos o más razas. Del total de la población el 15,45% eran hispanos o latinos de cualquier raza.

## Educación
El Distrito Escolar de Agua Fria gestiona escuelas preparatorias públicas.